# Pardal de Socotra
El pardal de Socotra (Passer insularis) és una espècie d'ocell de la família dels passèrids (Passeridae) que habita zones àrides i humanitzades de l'illa de Socotra, a l'Índic.